# زیگفرید لردون
زیگفرید لردون (آلمانی: Siegfried Lerdon; ۸ اوت ۱۹۰۵ – ۹ اکتبر ۱۹۶۴) شمشیرباز اهل آلمان بود.
وی همچنین برندهٔ جوایزی همچون برگ بوی نقره‌ای شده‌است.
وی در مسابقات کشوری و بین‌المللی در مجموع برندهٔ ۱ مدال برنز شده‌است.